# Tatinec
Tatinec – wieś w Słowenii, w gminie miejskiej Kranj. W 2018 roku liczyła 66 mieszkańców. 